# Прибрам
Прибрам (чеш. Příbram) град је у Чешкој Републици, у оквиру историјске покрајине Бохемије. Прибрам је трећи по величини град управне јединице Средњочешки крај, у оквиру којег је седиште засебног округа Прибрам.
Најважније место ходочашћа у Чешкој Републици, манастир Свата Гора, налази се близу Прибрама.

## Географија
Прибрам се налази у средишњем делу Чешке републике. Град је удаљен од 60 km југозападно од главног града Прага.
Прибрам се налази у области средишње Бохемије. Надморска висина града је око 500 m, па је то један од највиших већих градова у држави. Западно од града издиже се горје Тремошна.

## Историја
Подручје Прибрама било је насељено још у доба праисторије. Насеље под данашњим називом први пут се у писаним документима спомиње 1216. године, а насеље је 1463. године добило градска права. Град је имао важну улогу током Хуситских ратова.
1919. године Прибрам је постао део новоосноване Чехословачке. Током Другог светског рата подручје око града било је познато по партизанском покрету. У време комунизма град је нагло индустријализован. После осамостаљења Чешке дошло је до опадања активности тешке индустрије и до проблема са преструктурирањем привреде.

## Становништво
Прибрам данас има око 34.000 становника и последњих година број становника у граду лагано опада. Поред Чеха у граду живе и Словаци и Роми.

## Партнерски градови
- Фрајберг
- Villerupt
- Hoorn
- Кежмарок
- Кенигс Вустерхаузен
- Алтетинг
- Ledro

## Галерија
- Градски дом културе
- Јакубов трг
- Прашка улица - пешачка зона у граду
- Манастир Прибрам